# پاسدارخانه میدان سنایا
پاسدارخانهٔ میدان سِنایا یک ساختمان تاریخی در سنت پترزبورگ در روسیه است که در میدان سِنایا (خیابان سادووایا، ۳۷، کوچه اسپاسکی، ۱۳) واقع شده است.

## تاریخ
ساختمان اصلی پاسدارخانه در قرن ۱۸ در میدان سِنایا ساخته شد. ساختار کنونی آن در سال‌های ۱۸۱۸ تا ۱۸۲۰ توسط ویکنتی بریتی ساخته شد و تنها نمونه‌ای از این نوع ساختمان است که در شهرهای روسیه حفظ شده است.
در مارس ۱۸۷۴، فیودور داستایفسکی به دلیل نقض‌های سانسور به عنوان سردبیر مجلهٔ گراژدانین در اینجا تحت بازداشت بود. مجازات‌های بدنی بردگان از قرن ۱۸ تا اوایل قرن ۱۹ در میدان سِنایا درست در مقابل ورودی پاسدارخانه برگزار می‌شدند.
از سال ۱۸۸۶ (یا از ۱۷ نوامبر ۱۸۹۱)، این ساختمان محل استقرار ایستگاه بهداشت و تجزیه و تحلیل شهری بود که محصولات واردشده به میدان برای فروش را بررسی می‌کرد. آزمایشگاه هر روز از ساعت ۸ صبح تا ۵ بعد از ظهر، به جز تعطیلات، فعالیت می‌کرد. طبقهٔ اول شامل منطقهٔ پذیرش، یک سالن کار بزرگ (که شامل وسایل و ابزارها بود)، اتاق‌هایی برای وزن‌کشی و مطالعات میکروسکوپی، و یک اتاق گاز هیدروژن سولفید (با وسایل برای سنتز هیدروژن سولفید، یک اسپکتروسکوپ و یک پلاری‌متر) بود. برای تجهیز آن، ادارهٔ شهر تجهیزات را از سازمان‌های خصوصی، انجمن حفاظت از بهداشت عمومی و ایستگاه تجزیه و تحلیل زورینتسف خریداری کرد. از ۱۸۹۱ تا ۱۸۹۵، دستیار ارشد آزمایشگاه م.ف. شچرباکوف در طبقهٔ دوم زندگی می‌کرد و در سال ۱۸۹۵، این طبقه به بخش باکتری‌شناسی اختصاص یافت. در سال ۱۸۹۱، ساختمان برای نیازهای آزمایشگاه به‌طور داخلی بازسازی شد در حالی که ظاهر خارجی آن حفظ شد. پس از سال ۱۹۱۷، آزمایشگاه چندین بار نام خود را تغییر داد.
قبل از جنگ جهانی اول، خانه محل یک فروشگاه عطر و دارو از شرکت فرانسوی Maison Frère بود.
«... در طول سیلاب [۱۹۲۴]، آب به بخش شیمیایی واقع در طبقهٔ اول رسید؛ در سالن کار، آب ۴۸ سانتی‌متر بالاتر از سطح کف ایستاد. پس از سیلاب، کف سالن کار شروع به تهدید به فروپاشی کرد». پس از بازسازی در سال ۱۹۲۶، در پاسدارخانه سابق یک فروشگاه باز شد؛ در سال ۱۹۳۴، این مکان به فروشگاه مواد غذایی تبدیل شد و از سال ۱۹۳۶، به دفتر ساخت و ساز Gorpromtorg تبدیل شد و از ۱۹۵۷ تا ۱۹۸۷ به عنوان ایستگاه اتوبوس بین شهری شمارهٔ ۱ خدمت کرد. در سال ۱۹۹۴، یک آتش‌سوزی در بخش خزندگان سیرک لنینگراد رخ داد و آناتولی سابچاک ساختمان پاسدارخانه را برای تراریوم اختصاص داد. در سال ۲۰۰۴، دوباره آتش‌سوزی در مکان جدیدی رخ داد و حدود ۱۵۰ خزنده جان خود را از دست دادند. در دههٔ ۲۰۲۰، ساختمان به دفتر اطلاعات گردشگری شهر تبدیل شده است.

## معماری
ساختمان در مرکز میدان سِنایا، در گوشهٔ شمالی آن واقع شده است، و به صورت متقارن با ورودی نجات‌دهنده در سِنایا طراحی شده است. در پشت ساختمان اصلی، ساختمان‌های خدماتی پشت نردهٔ فلزی قرار داشتند. نمای اصلی با یک پرتوکو با چهار ستون توسکانی تزئین شده است که با کلیسای نزدیک به آن هماهنگ است و با نقوش برجسته با تصاویری از زره نظامی بر روی متوپ‌ها تزئین شده است.

## نگارخانه

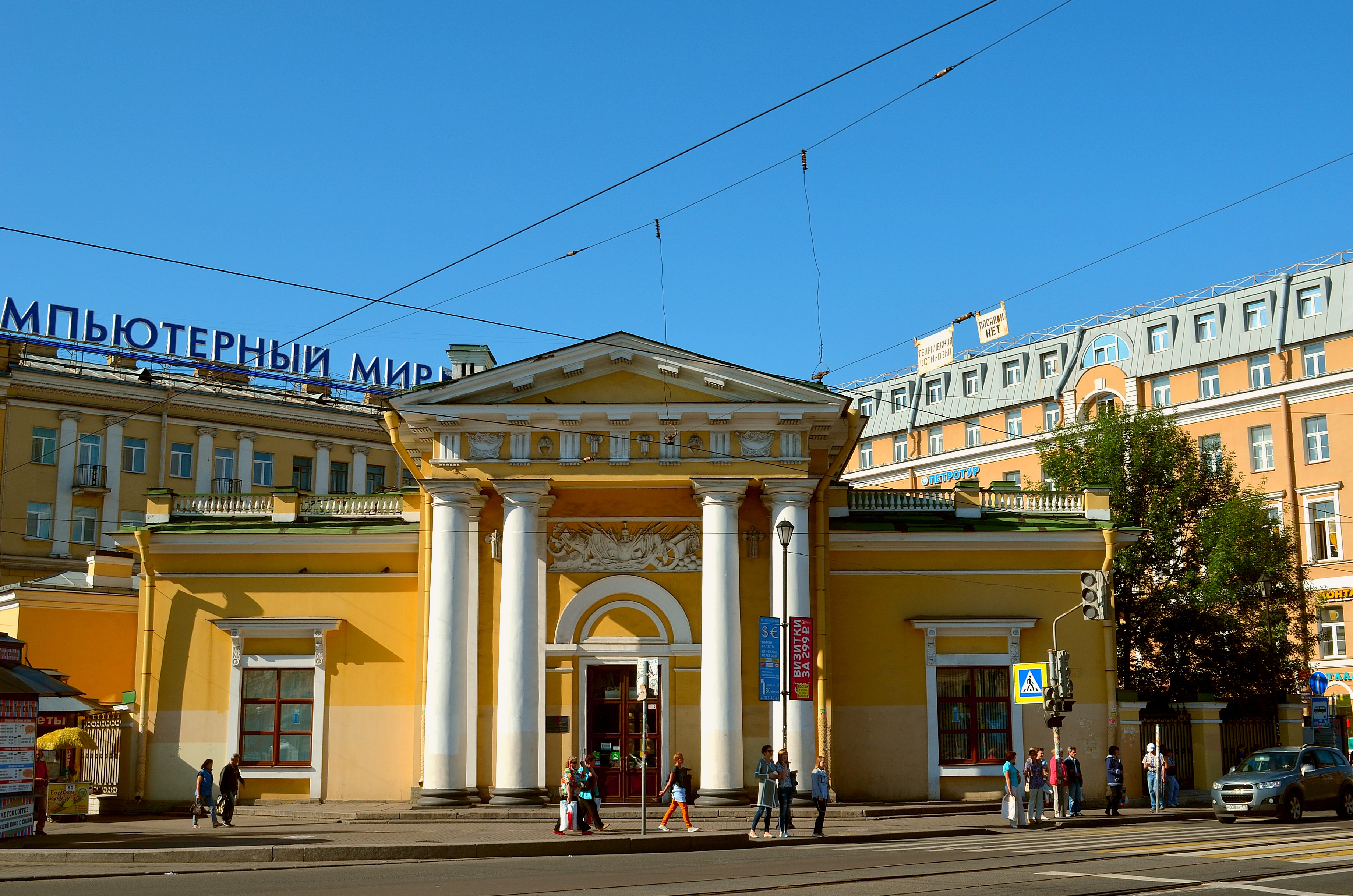
نمای جلو
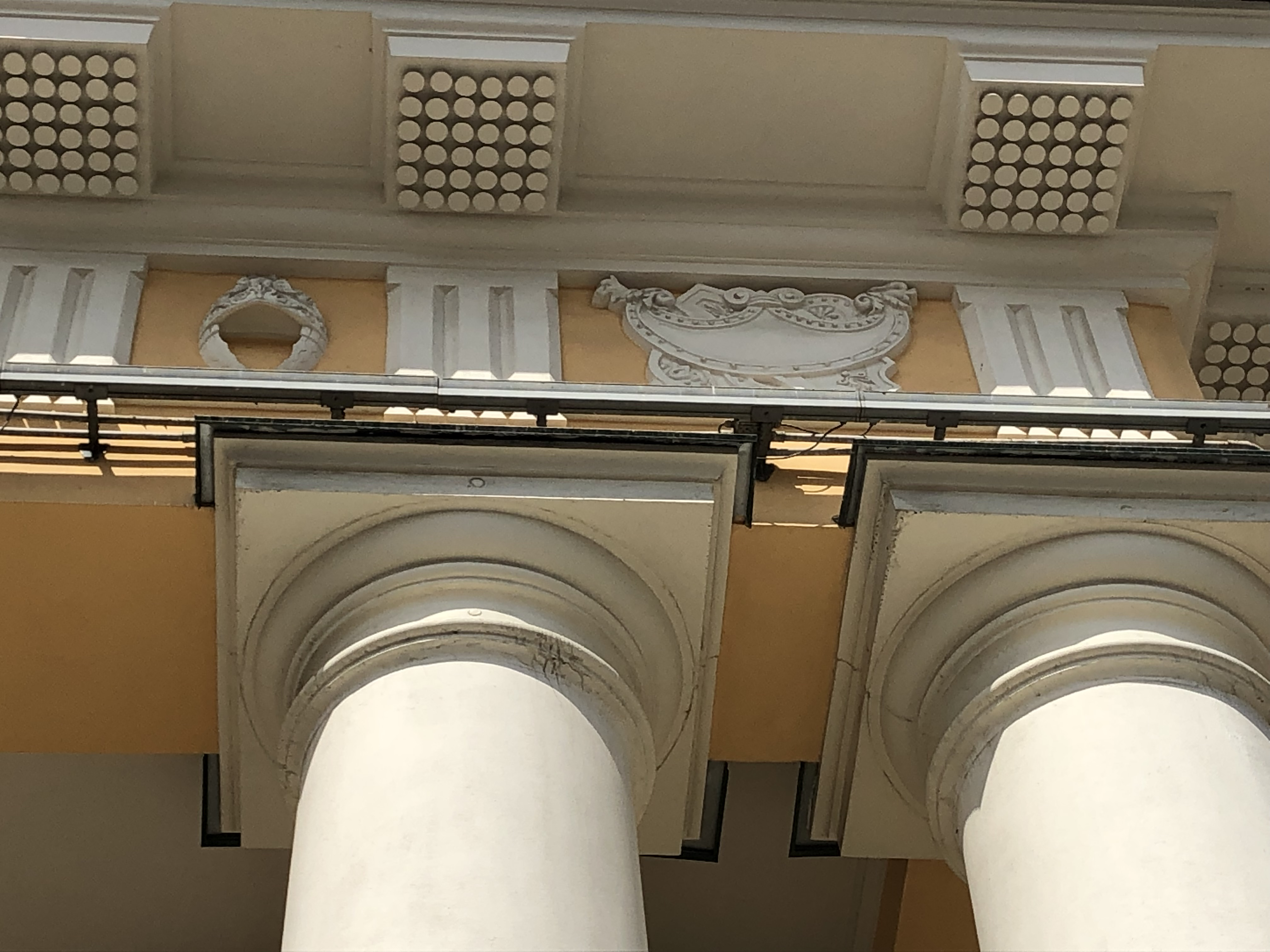
تزئینات پرتوکو
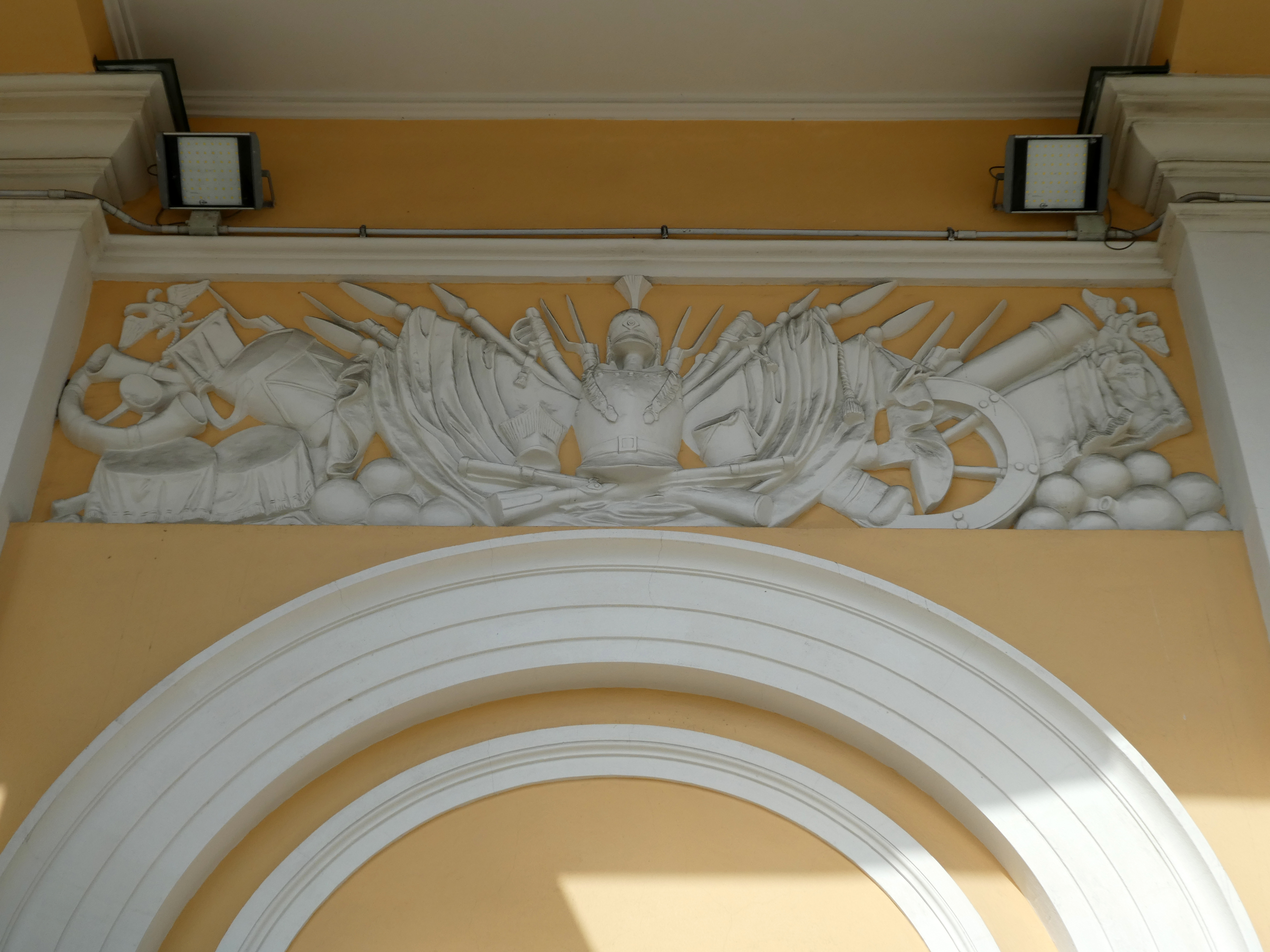
نقوش برجسته بر روی متوپ‌ها
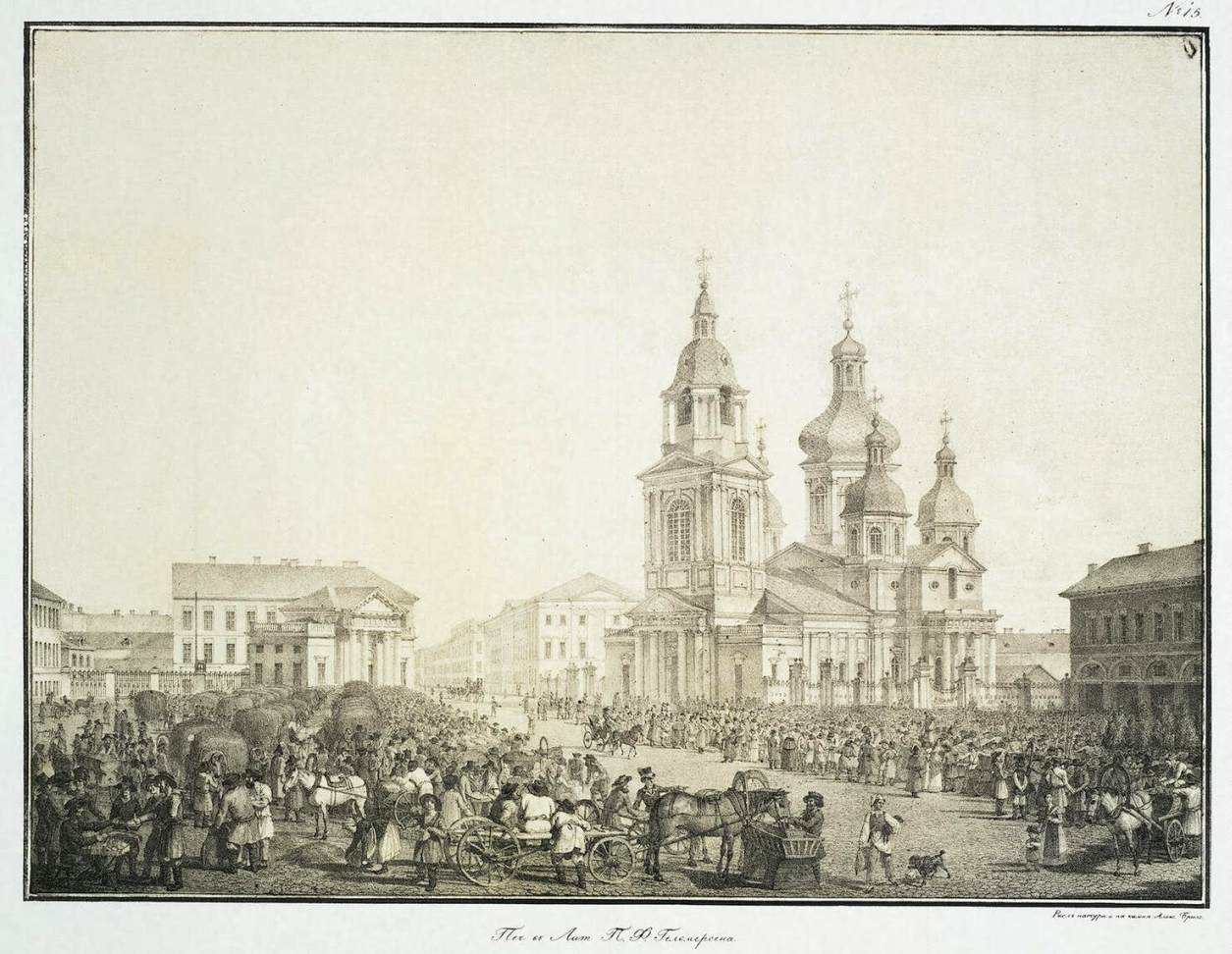
۱۸۲۲. الکساندر برولوف،  میدان سِنایا
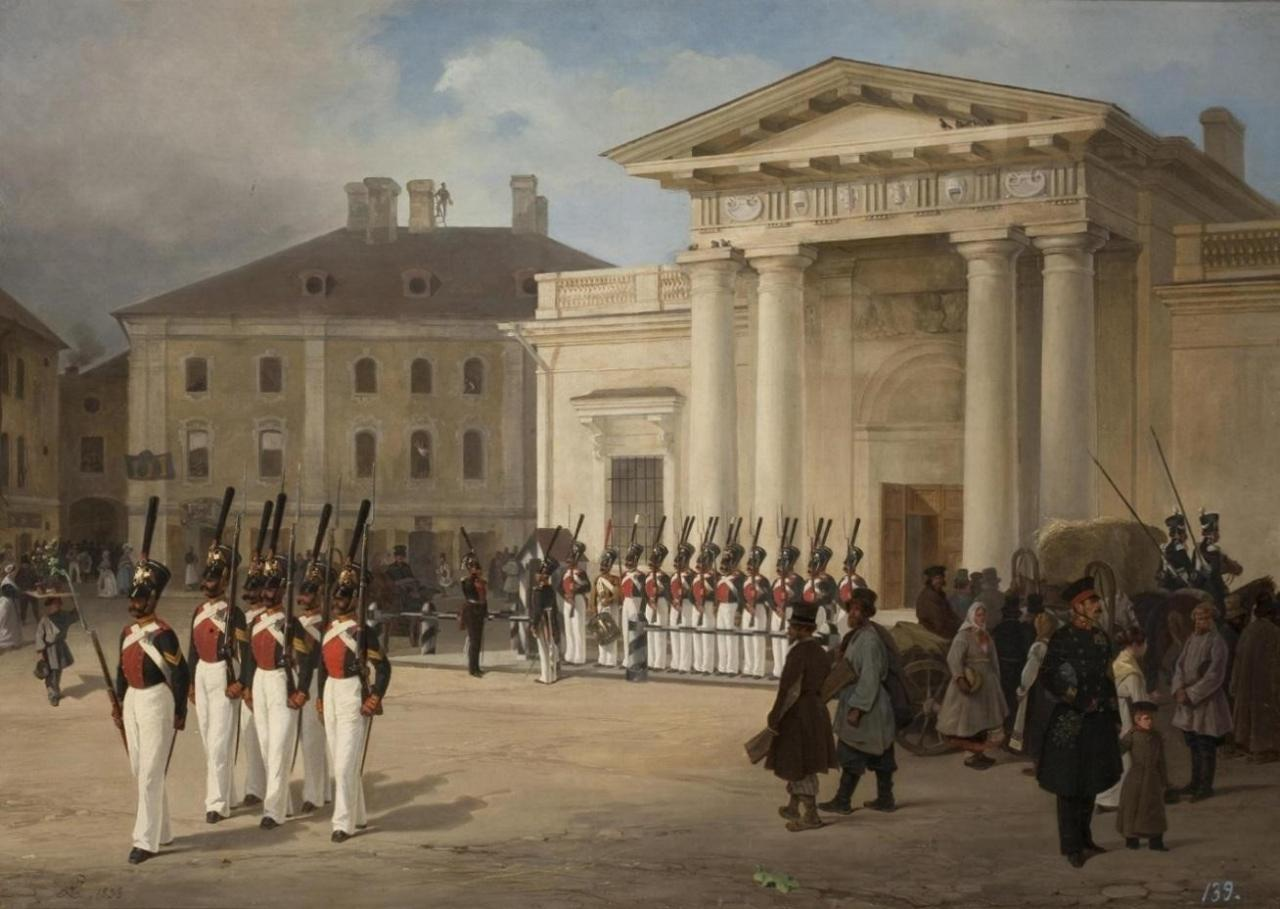
۱۸۳۸. ویلهلم-آدولف لادورنر. تغییر شیفت گارد رگیمنت گارد لایف مسکو.
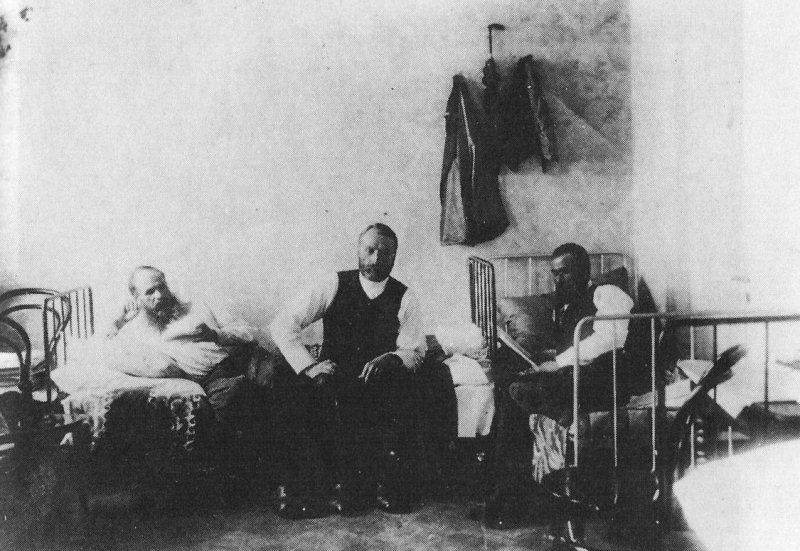
داستایفسکی در زمان بازداشت
- آزمایشگاه شهری. اتاق کار با هیدروژن سولفید. اتاق وزن‌کشی و کار میکروسکوپی. اتاق پذیرش

## مطالعهٔ بیشتر
- Канн П. Я. (1994). Прогулки по Петербургу. St. Petersburg: Палитра. p. 412. ISBN 5-289-01813-1.
- Петров А. Н. , Борисова Е. А. , Науменко А. П. , Повелихина А. В. (1976). Памятники архитектуры Ленинграда (به روسی) (4th ed. , rev. and add. ed.). Leningrad: Стройиздат. Ленинградское отделение. p. 576.{{cite book}}:  نگهداری یادکرد:نام‌های متعدد:فهرست نویسندگان (link)